# Segelskärsudden
Segelskärsudden är en halvö i Åland (Finland). Den ligger i den norra delen av landskapet, 30 km norr om huvudstaden Mariehamn.
I omgivningarna runt Segelskärsudden växer i huvudsak barrskog. Runt Segelskärsudden är det glesbefolkat, med 16 invånare per kvadratkilometer.